# 板厂峪塔
板厂峪塔，位于中国河北省秦皇岛市板厂峪，为秦皇岛市抚宁县的一个省级文物保护单位，类型为古建筑，公布时间为1982年7月23日。
板厂峪塔的历史年代为明代。